# Ildefonso Sansierra
lldefonso María Sansierra Robla (Correa, provincia de Santa Fe, 20 de marzo de 1910 - San Juan, 12 de mayo de 1980) fue un fraile capuchino argentino, que fue el tercer arzobispo de San Juan de Cuyo.

## Biografía
El 5 de marzo de 1962 el papa Juan XXIII lo nombró obispo in partibus infidelium de Óreo y obispo auxiliar de la arquidiócesis de San Juan de Cuyo. Fue consagrado obispo el 13 de mayo de ese año por Raffaele Forni, nuncio apostólico en la República Oriental del Uruguay. Asistió al Concilio Vaticano II. Entre sus numerosas participaciones se cuentan el pedido de que se hablara directamente de la pobreza y los pobres, y de los obreros, en lugar de usar circunloquios, además de varios pedidos adicionales de clarificación de textos.
El 28 de abril de 1966 fue nombrado arzobispo de la arquidiócesis de San Juan por el papa Pablo VI. En su mandato se terminó la construcción de la actual Catedral de la ciudad de San Juan, que fue inaugurada solemnemente el 16 de diciembre de 1979.
Se opuso públicamente a la divulgación de la Biblia Latinoamericana, a la que acusaba de facilitar la infiltración marxista. Por su iniciativa se fundó una casa de retiros espirituales para mujeres, la Casa de Betania, en El Marquesado, que puso a cargo de sus dos hermanas, ambas monjas franciscanas misioneras.
Durante la última dictadura se negó a colaborar con la búsqueda de presos políticos y detenidos, y hasta bromeó sobre el tema.
Falleció en San Juan en mayo de 1980. Su hermana Benigna falleció el 16 de abril de 2007 y su hermana María Elena el 21 de agosto de 2011.